# Oncidium fuscatum
Oncidium fuscatum là một loài lan phân bố từ Colombia đến Peru.

## Hình ảnh

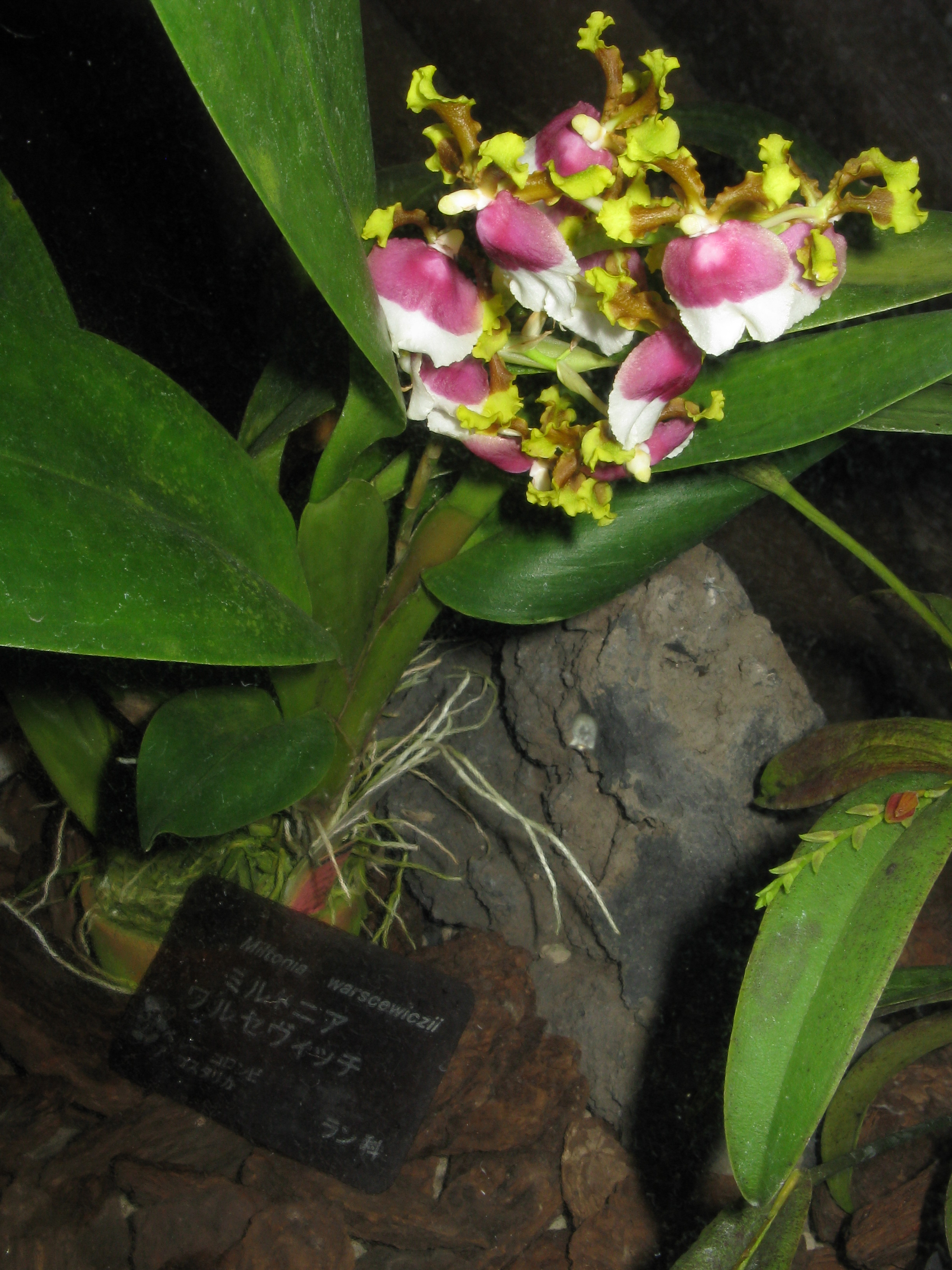
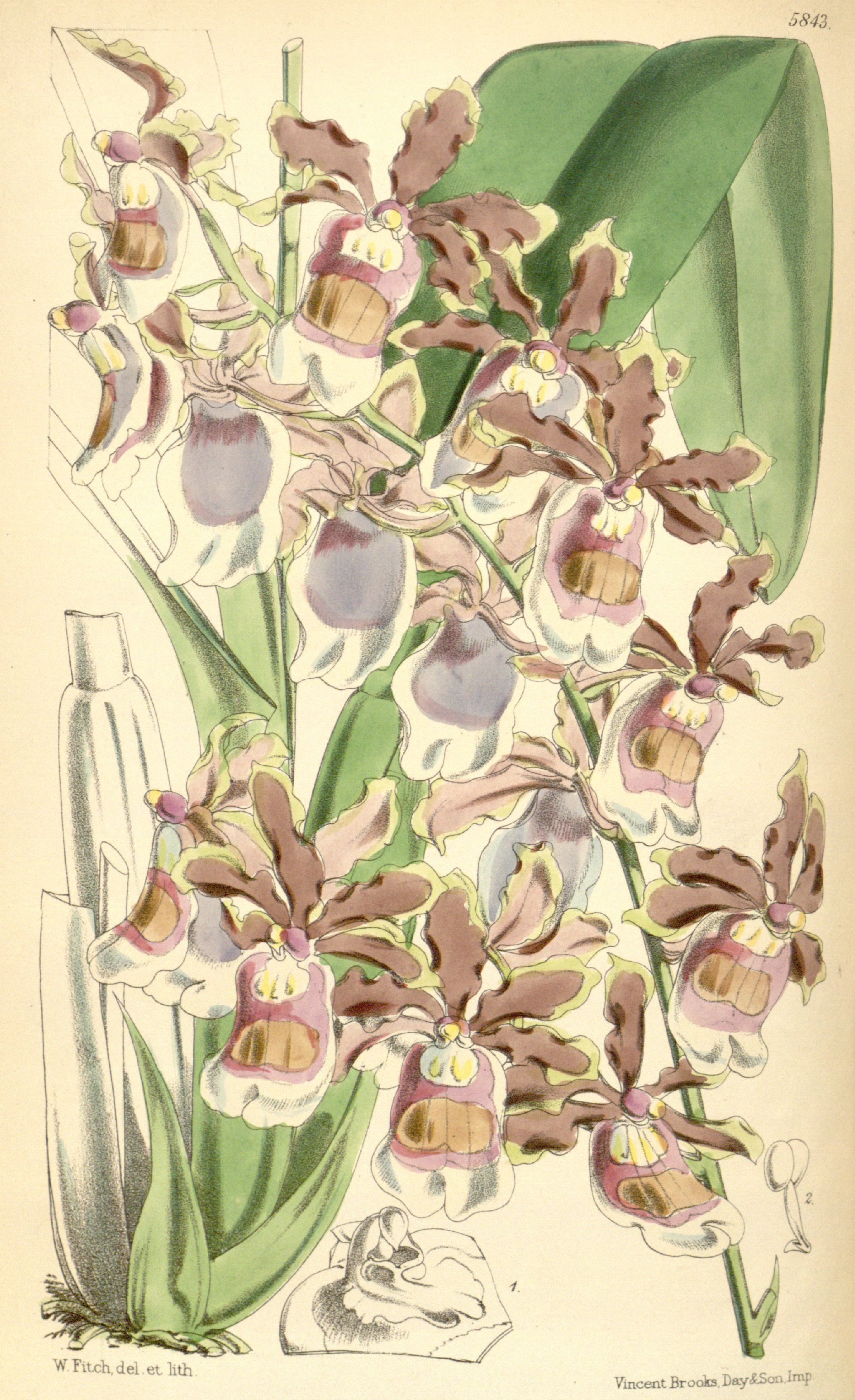
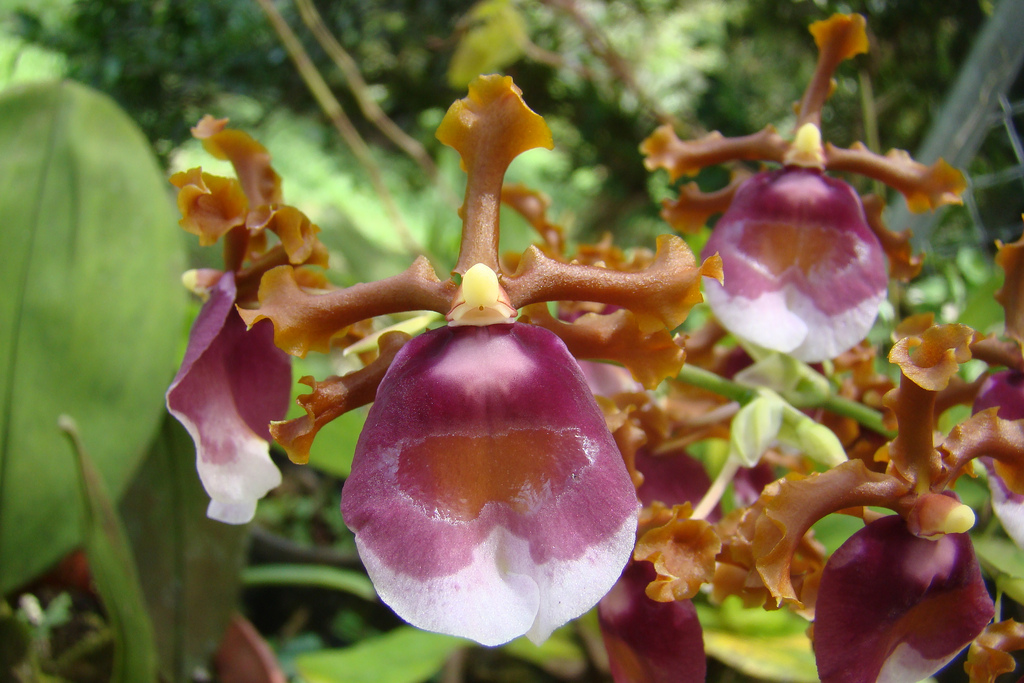